# Qualificazioni al Campionato caraibico di calcio 1983
Sono elencate di seguito le date e i risultati per le qualificazioni al Campionato caraibico di calcio 1983.

## Formula
14 membri CFU: la Guyana francese (come paese ospitante) e Trinidad e Tobago (come detentore del titolo) sono qualificati direttamente alla fase finale. Rimangono 12 squadre per 2 posti disponibili per la fase finale. Le qualificazioni si dividono in tre turni:
- Primo turno: 8 squadre, giocano partite di andata e ritorno. Le vincenti accedono al secondo turno.
- Secondo turno: 8 squadre, giocano partite di andata e ritorno. Le vincenti accedono al terzo turno.
- Terzo turno: 4 squadre, giocano partite di andata e ritorno. Le vincenti si qualificano alla fase finale.

## Primo Turno
| 6 marzo 1983                                 | Barbados  | 1 – 0 | Suriname |  |
| \| \| \| \| \| Clarke 21’ \| Marcatori \| \| |           |       |          |  |
|                                              |           |       |          |  |
| Clarke 21’                                   | Marcatori |       |          |  |

| 8 marzo 1983 | Suriname | 0 – 0 | Barbados |  |

Barbados qualificato al secondo turno.
| Arnos Vale 20 febbraio 1983 | Saint Vincent e Grenadine | 1 – 3 | Martinica |  |

|  | Martinica | – | Saint Vincent e Grenadine |  |

Gara di ritorno con risultato ignoto, Martinica qualificato al secondo turno.
| 20 febbraio 1983 | Guadalupa | 1 – 0 | Dominica |  |

| Roseau 6 marzo 1983                                      | Dominica  | 1 – 2       | Guadalupa |  |
| \| \| \| \| \| Thomas 60’ \| Marcatori \| 25’ Ochiste \| |           |             |           |  |
|                                                          |           |             |           |  |
| Thomas 60’                                               | Marcatori | 25’ Ochiste |           |  |

Guadalupa qualificato al secondo turno.
|  | Giamaica | – | Porto Rico |  |

Porto Rico ritirato, Giamaica qualificato al secondo turno.

## Secondo Turno
| 20 aprile 1983                                           | Barbados  | 1 – 1       | Guyana |  |
| \| \| \| \| \| Clarke 72’ \| Marcatori \| 87’ Johnson \| |           |             |        |  |
|                                                          |           |             |        |  |
| Clarke 72’                                               | Marcatori | 87’ Johnson |        |  |

| Georgetown 8 maggio 1983                                | Guyana    | 2 – 0 | Barbados |  |
| \| \| \| \| \| Hinds 58’ Johnson 76’ \| Marcatori \| \| |           |       |          |  |
|                                                         |           |       |          |  |
| Hinds 58’ Johnson 76’                                   | Marcatori |       |          |  |

Guyana qualificato al terzo turno.
|  | Martinica | – | Antille Olandesi |  |

Risultato ignoto, Martinica qualificato al terzo turno.
| 2 aprile 1983 | Guadalupa | 2 – 3 | Antigua e Barbuda |  |

| Saint John's 8 maggio 1983                                                                       | Antigua e Barbuda | 3 – 3                        | Guadalupa |  |
| \| \| \| \| \| Richards 15’ Joseph 44’ Lewis 55’ \| Marcatori \| 29’ 46’ Galoux 58’ Silvedire \| |                   |                              |           |  |
|                                                                                                  |                   |                              |           |  |
| Richards 15’ Joseph 44’ Lewis 55’                                                                | Marcatori         | 29’ 46’ Galoux 58’ Silvedire |           |  |

Antigua e Barbuda qualificato al terzo turno.
|  | Giamaica | – | Porto Rico |  |

Giamaica ritirato, Saint Kitts e Nevis qualificato al secondo turno.

## Terzo Turno
| 29 maggio 1983 | Guyana | 0 – 0 | Antigua e Barbuda |  |

| 5 giugno 1983 | Antigua e Barbuda | 4 – 0 | Guyana |  |

Antigua e Barbuda qualificato alla fase finale.
| 25 maggio 1983 | Martinica | 7 – 0 | Saint Kitts e Nevis |  |

| 5 giugno 1983 | Saint Kitts e Nevis | 0 – 5 | Martinica |  |

Martinica qualificato alla fase finale.